# Heliga kvinnliga myrrbärarnas kyrka
Heliga kvinnliga myrrbärarnas kyrka (serbisk kyrilliska: Црква Светих Миросница; latinska: Crkva Svetih Mirosnica) är en serbisk-ortodox kyrkobyggnad belägen i byn Vinča i staden Topola, i regionen Šumadija och västra Serbien i Serbien.
Kyrkan är helgad åt Myrrbärarna och tillhör Šumadijas stift.

## Historik
Heliga kvinnliga myrrbärarnas kyrka byggdes år 2016.